# Bernhard Ederer

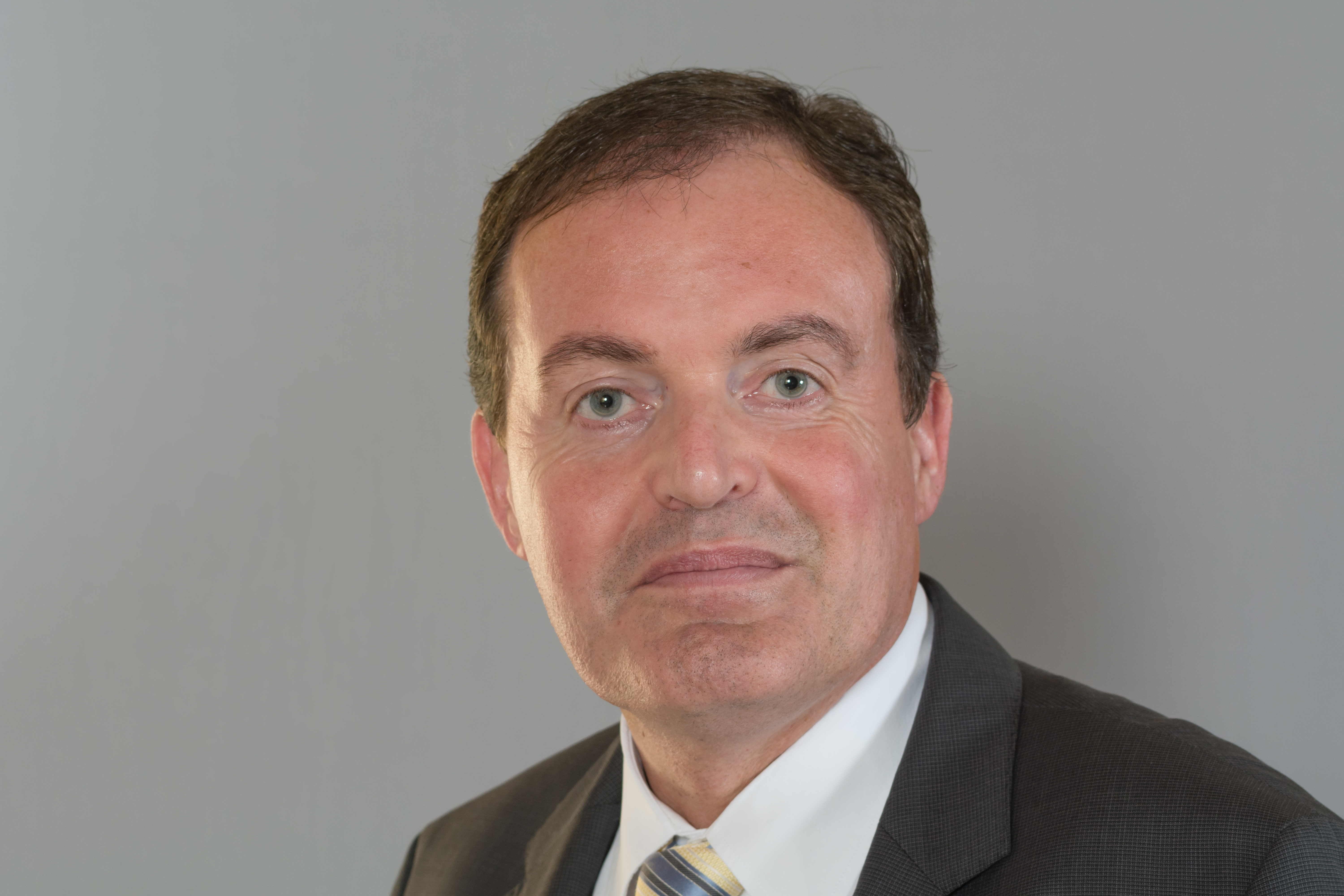
Bernhard Ederer (2016)

Bernhard Ederer (* 1967 in Weiz) ist ein österreichischer Politiker (ÖVP). Er war von 2005 bis 2019 Abgeordneter zum Steiermärkischen Landtag.

## Ausbildung und Beruf
Ederer machte eine Lehre zum Augenoptiker und besuchte danach die Sozialakademie in Mödling. Von 1995 bis 1996 war Ederer Rechtsreferent bei der Arbeiterkammer Steiermark. Von 1996 bis 2002 war er Organisationsreferent beim Österreichischen Arbeitnehmerinnen- und Arbeitnehmerbund (ÖAAB) Steiermark, dessen Landesgeschäftsführer er 2014–2015 übernahm. Von 2002 bis 2013 war Ederer Landessekretär der Fraktion Christlicher Gewerkschafter (FCG) Steiermark.
Nach dem Ausscheiden aus dem Landtag für die ÖVP übernahm er die Obmannschaft des ÖVP-nahen „Wiki Kinderbetreuungs GmbH“. Im Zuge mehrere Ungereimtheiten bei der Verwendung von Finanzmitteln hat sich Ederer aus dem Verein zeitnah zurückgezogen. Der Verein hatte Bastelbeiträge falsch verwendet und musste deswegen nach dem Bekanntwerden „knapp 780.000 Euro an die betroffenen Eltern rückzuzahlen“. Zum anderen baute der für Kinderbetreuung zuständige, gemeinnützige Verein eine Sporthalle, die lediglich für Tanzsport genutzt wurde und an den Union Tanzsportklub Choice Styria vermietet war, deren Vizepräsident Ederer, ein begeisterter Tänzer ist, war.

## Politik
Ederer begann seine politische Laufbahn 1988 als Orstgruppenobmannstellvertreter der Jungen Volkspartei (JVP) Naas und hatte zwischen 1991 und 1994 die Funktion des Bezirksobmanns der JVP Weiz inne. Zudem war er von 1991 bis 1997 Mitglied der Landesleitung der JVP Steiermark. Ederer ist seit 1. Juli 2004 Bezirksparteiobmannstellvertreter von Weiz und des Weiteren seit 2006 Bezirksobmann des ÖAAB Weiz.
Im Jahr 2000 wurde er zudem zum Kammerrat der Arbeiterkammer Steiermark gewählt, diese Funktion übte er bis 2015 aus. Seit 2008 ist Bernhard Ederer Obmann von Wiki, seit 2015 Vizepräsident der Sportunion Steiermark.
Ederer vertrat die ÖVP seit dem 25. Oktober 2005 im Steiermärkischen Landtag und war Sprecher für Arbeit, Sport und Kinderbetreuung des ÖVP-Landtagsklubs. Außerdem ist er seit 2015 Bürgermeister der Gemeinde Naas. Zu seinen politischen Schwerpunkten gehören nach eigenen Angaben ein flächendeckendes und flexibles Angebot an qualitätsvollen Kinderbetreuungseinrichtungen, ein florierender Arbeitsmarkt, die Stärkung des Lehrberufs sowie die bestmögliche Unterstützung des Breitensports für eine fitte Steiermark und mehr Lebensqualität. Nach der Landtagswahl 2019 schied er aus dem Landtag aus.

## Privates
Ederer lebt mit seiner Gattin und seinem Sohn in der Gemeinde Naas.

## Auszeichnungen
- 2020: Großes Ehrenzeichen des Landes Steiermark[6]